# Mark Spoon

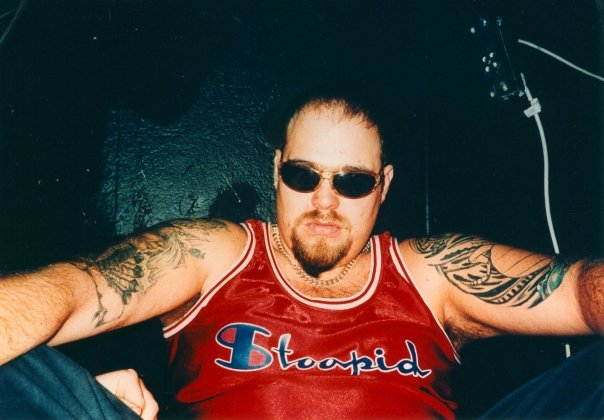
Mark Spoon

Mark Spoon, bürgerlich Markus Peter Löffel (* 27. November 1966 in Frankfurt am Main; † 11. Januar 2006 in Berlin) war ein deutscher Produzent und DJ im Bereich Dance/Techno und Vertreter des Sound of Frankfurt.

## Leben
Markus Löffel wuchs bei seiner Großmutter in Frankfurt-Sossenheim auf. Im Alter von zwölf Jahren riss er erstmals von zuhause aus. Später wurde er straffällig. Mit 16 Jahren brach er die Schule zugunsten einer Ausbildung zum Koch ab und arbeitete in einer Großraum-Diskothek.
Nebenbei gründete Löffel das Hip-Hop-Projekt We Wear the Crown mit dem damals 16-jährigen Moses Pelham, sammelte erste Bühnenerfahrungen bei Auftritten in diversen Clubs und widmete sich später seiner DJ-Karriere, indem er Schallplatten auflegte und sie selbst produzierte. 1990, in der Anfangsphase massentauglicher Techno-Musik, konnte er so beim Plattenlabel „Logic Records“ als Talentscout anheuern. Hier arbeitete er unter anderem für das Projekt SNAP! und entdeckte zudem Künstler wie Dr. Alban.
Ab 1991 nannte sich Markus Löffel DJ Mark Spoon und trat zusammen mit Sven Väth im Omen und mit DJ Dag im XS in Frankfurt auf, das er zusammen mit Alex Azary von 1991 bis 1994 betrieb. Nebenbei erzielte er Chart-Erfolge zusammen mit Rolf Ellmer alias Jam El Mar als Jam & Spoon, mit dem er auch die Projekte Tokyo Ghetto Pussy und Storm teilte. Er trat öfter bei den Veranstaltungen Mayday und Loveparade als DJ auf. Seine größten Hits unter Jam & Spoon waren Right in the Night (Fall in Love with Music) mit der Sängerin Plavka, Find me und Kaleidoscope Skies, welche wochenlang in den europäischen Top Ten platziert waren.
Von 1994 bis 2003 gehörte Mark Spoon zum Resident-Team bei der Techno-/Trance-Radioshow Clubnight des Hessischen Rundfunks. Auf dem Höhepunkt der Technobewegung bekam er Gagen in Höhe von bis zu 10.000 DM pro Auftritt. Neben seiner künstlerischen Arbeit konsumierte Löffel vermehrt auch Alkohol und andere Drogen. Bekannt – und mehrfach als Sample genutzt – wurde sein Ausspruch an die Massen auf einem LKW bei der Loveparade 1995: „Warum seid ihr so scheiße leise?“
Auch später sorgte er mit seinen Projekten wie beispielsweise Storm immer wieder für Erfolge in der Technoszene und auch in den Charts wie zum Beispiel mit dem Jam & Spoon-Hit be.Angeled aus dem Jahre 2001. Aus diesem Jahr stammt auch der gleichnamige Film be.angeled von Roman Kuhn. Mark Spoon war dort neben Lexy von Lexy & K-Paul als Cameo zu sehen.
Eine seiner letzten Tätigkeiten war die Betreuung der VIPs auf dem Abschiedsfestival der Böhsen Onkelz auf dem Lausitzring im Juni 2005, deren Bassist und Songwriter Stephan Weidner er bereits aus seiner Jugendzeit kannte. Dieser widmete ihm den auf dem Album Schneller, höher, Weidner erschienenen Song Zwischen Traum und Paralyse.
Mark Spoon wurde am Morgen des 11. Januar 2006 von der Polizei tot in seiner Berliner Wohnung aufgefunden. Er starb an Herzversagen. Seine Urne wurde am 6. Februar 2006 auf dem Frankfurter Hauptfriedhof beigesetzt.

## Rezeption
Der Redakteur Felix Leibelt und Pretty Pink stellten 2024 im 5-teiligen Podcast „Mark Spoon: Rest in Exzess – Das kurze Leben einer Techno-Legende“ des hr/ARD Kultur das Leben von Mark Spoon vor.

## Diskografie (Auswahl)

### Eigene Veröffentlichungen
- 1991: Jam & Spoon – Breaks Unit 1
- 1992: Jam & Spoon – Stella
- 1993: Jam & Spoon – Right in the Night (Fall in Love with Music)
- 1993: Jam & Spoon – Tripomatic Fairytales 2001
- 1993: Jam & Spoon – Tripomatic Fairytales 2002
- 1993: Jam & Spoon – Follow Me
- 1994: Jam & Spoon – Find Me (Odyssey To Anyoona)
- 1994: Tokyo Ghetto Pussy – Everybody On The Floor (Pump It)
- 1995: Jam & Spoon – Angel (Ladadi O-Heyo)
- 1995: Jam & Spoon Hands On Yello: You Gotta Say Yes To Another Excess – Great Mission
- 1995: Tokyo Ghetto Pussy – I Kiss Your Lips
- 1996: Tokyo Ghetto Pussy – To Another Galaxy
- 1996: Mark Spoon & Pascal FEOS – For Citizens Of Rave City
- 1997: Jam & Spoon – Kaleidoscope
- 1997: Jam & Spoon – Kaleidoscope Skies
- 1997: Jam & Spoon – I Pulled My Gun Once / I Pulled My Gun Twice
- 1998: Storm – Storm
- 1998: Storm – Huri-Khan
- 1999: Storm – Love Is Here To Stay
- 1999: Jam & Spoon – Stella 1999 – 1992 – How Stella Got Her Groove Back
- 2000: Storm – Time To Burn
- 2000: Giorgio Moroder vs Jam & Spoon – The Chase
- 2001: Jam & Spoon – Be.Angeled
- 2001: Storm – We Love
- 2004: Jam & Spoon – Tripomatic Fairytales 3003
- 2006: Jam & Spoon – Remixes & Club Classics

### Remixe
- 1992: Age of Love – The Age of Love
- 1992: Moby – The Ultimate Go
- 1993: Technotronic – VOICES!
- 1993: Dance 2 Trance – Power of American Natives
- 1993: Frankie Goes to Hollywood – Relax
- 1994: Technotronic – Move This
- 1994: Cosmic Baby – Loops of Infinity
- 1994: Pet Shop Boys – Yesterday, When I Was Mad
- 1995: New Order – Blue Monday ’95 (Manuela-Mix, Andrea-Mix)
- 1995: Yello – Hands on Yello: You Gotta Say Yes to Another Excess – Great Mission
- 1998: hr3 Clubnight – Volume 3 mixed by Mark Spoon
- 2004: Rammstein – Amerika (So kanns gehen Remix)
- 2005: Paul van Dyk feat. Wayne Jackson – The Other Side
- 2005: Snap! – Beauty Queen (Spoon Club Mix)

## Preise und Auszeichnungen
- 1992: Remixer des Jahres
- 1999: DJ Award in der Kategorie „Most Kicking“[6]
- 2005: Deutscher Dance Music Award